# Isla Banana
La Isla Banana (en inglés: Banana Island) es una isla artificial en el estado de Lagos, en el país africano de Nigeria. Se encuentra ubicada en la laguna de Lagos y unida a la Isla del Noreste de Ikoyi por una carretera que está vinculada a la red de vías existente.
La Isla tiene forma banana y es de aproximadamente 1.630.000 metros cuadrados de tamaño (equivalentes a 1.63 km²) y está dividida en 536 parcelas (de entre 1000 y 4000 metros cuadrados), principalmente dispuestos a lo largo de un callejón sin salida, diseñados para mejorar el históricamente carácter residencial de Ikoyi. A Los residentes se les proporcionan servicios de clase mundial incluyendo sistemas eléctricos subterráneos (frente a la sobrecarga de cableado común a través de Lagos), una red de abastecimiento de agua subterránea, un sistema de saneamiento central y planta de tratamiento, y el alumbrado público y redes de telecomunicaciones por satélite.
Los desarrolladores también tienen la intención de desarrollar una plaza principal, una casa club, una escuela primaria y secundaria, una estación de bomberos y de policía y una clínica médica. Ellos también están negociando la construcción de un hotel de 5 estrellas en la isla, junto con una serie de pequeñas casas de huéspedes.